# 上海 (1938年电影)
上海是一部1938年的纪录片，由日本东宝映画文化映画部制作。监制人为龟井文夫，他曾导演过电影《战斗的军队》。

## 背景
1937年淞沪会战后，龟井文夫拍攝了有关上海的纪录片。记录了上海租界的情况。由于这部作品的剪辑水平没达到导演此前的一贯水准，此作品被称为“表现了战争本身的空虚之杰作”。它与《北京》《战斗的军队》并称为龟井的纪录片三部作。